# باسيل إتش جونستون
باسيل إتش جونستون هو مؤلف وكاتب كندي، ولد في 1929 في كندا، وتوفي في 8 سبتمبر 2015 في ويارتون ‏ في كندا.